# Chiniki de Chiniquay
Chiniki de Chinquay (f. s. XIX) fou el cap dels assiniboines o stoney del Canadà. Esdevingué famós perquè fou un dels tres caps stoney signants del Tractat Set amb el govern del Canadà el 1877, que també afectava a la confederació blackfoot, sarsi i altres. Mercè a aquest tractat el seu poble fou confinat a les reserves d'Alberta i Saskatchewan.